# Паункила
Паункила (ест. Paunküla veehoidla) вештачко је језеро у северном делу Естоније на подручју округа Харјума. Саграђено је преграђивањем корита реке Пирите 1960. године за потребе водоснабдевања града Талина, а каналом је повезано са језером Илемисте.
Површина језерске акваторије је 4,472 km2, укључујући и 31,4 хектара површине коју чине острва у језеру. Површина језера при просечном водостају налази се на надморској висини од 70 метара. Просечна дубина језера је 3,4 метра, максимална до 8,7 метара.